# Johanna Mikl-Leitner
Johanna Mikl-Leitner (Hollabrunn, 9 febbraio 1964) è una politica austriaca.

## Biografia
Originaria della Bassa Austria ha trascorso la propria infanzia a Großharras e Laa an der Thaya ha conseguito una laurea in Business education e una laurea magistrale in scienze economiche e sociali presso l'Università di Economia e Business di Vienna.
Dopo il 1990 è stata apprendista della Federazione dell'Industria dell'Austria e dal 1993 al 1995 ha lavorato per un'agenzia pubblicitaria.

## Attività politica
Nel 1995 entra nel Partito Popolare Austriaco e svolge per quest'ultimo attività di marketing manager. 
Nel 1998 diventa leader del distretto della Bassa Austria del partito. Dall'aprile 2016 è vicegovernatrice e Ministro delle Finanze della propria regione.
Dal 2011 al 2016 è stata anche ministro dell'interno federale.

## Vita privata
È sposata ed ha due figli. Dal 2011 vive a Klosterneuburg.